# Formula chimica
Una formula chimica è una rappresentazione sintetica che descrive quali e quanti atomi vanno a comporre una molecola (o una unità minima) di una sostanza (formula bruta), nonché la loro disposizione nello spazio (formula di struttura).

## Formula grezza o bruta
Nella formula bruta ogni tipo di elemento chimico è identificato attraverso il suo simbolo chimico. Il numero di atomi di ogni elemento presente nella molecola viene indicato con un numero subscritto se è diverso da uno, altrimenti viene omesso.
Per esempio il metano, una molecola semplice che consiste in un atomo di carbonio legato a quattro atomi di idrogeno ha formula bruta:
CH4
Il glucosio, con sei atomi di carbonio, dodici di idrogeno e sei di ossigeno ha formula bruta:
C6H12O6
La formula bruta si divide in:

### Formula minima
La formula minima (o formula empirica) di un composto indica gli elementi che lo costituiscono e i loro rapporti numerici minimi (espressi come valori interi) all'interno del composto stesso.

Alcuni esempi:
- NaCl: composto formato da atomi di sodio e cloro in rapporto 1:1.
- Al2O3 : composto formato da atomi di alluminio e ossigeno in rapporto 2:3.
- NH3 : composto formato da atomi di azoto e idrogeno in rapporto 1:3.

### Formula molecolare (molecole)
La formula molecolare di un composto molecolare ne indica gli elementi e il numero effettivo di atomi di ciascun elemento.

Alcuni esempi:
- NH3 : composto formato da 1 atomo di azoto e 3 atomi di idrogeno (anche formula minima).
- C6H6 : composto formato da 6 atomi di carbonio e 6 di idrogeno.
- C6H12O6 : composto formato da 6 atomi di carbonio, 12 di idrogeno e 6 di ossigeno.

La formula molecolare è ricavabile dalla formula minima a partire dal peso molecolare.

## Formula di struttura
Mentre l'unica informazione trasmessa dalla formula bruta riguarda gli elementi e le loro proporzioni, una formula di struttura fornisce anche informazioni sui tipi di legami e la disposizione spaziale degli atomi della molecola.
Gli atomi vengono rappresentati dai loro simboli e i legami tra essi tramite tratti semplici, doppi o tripli. In funzione dell'informazione che la formula deve trasmettere, questa può rappresentare più o meno fedelmente l'esatta geometria della molecola.
Una formula di struttura permette di distinguere due o più isomeri, cioè due o più sostanze composte dai medesimi elementi nelle medesime proporzioni, ma i cui atomi sono spazialmente arrangiati in modo diverso.
Un esempio di formula di struttura è rappresentato dall'etano, che consiste di due atomi di carbonio legati tramite legame singolo fra loro e in cui ognuno è legato a tre atomi di idrogeno. Una possibile formula di struttura può essere pertanto scritta come:
CH3−CH3
dove il tratto di unione (che raramente può trovarsi sostituito da due punti :) rappresenta un legame chimico covalente semplice. Un legame covalente doppio tra due atomi viene invece rappresentato da un doppio tratto = o raramente da una coppia di due punti :: ,come nel caso dell'etene (o etilene):
CH2=CH2
Analogamente, un triplo tratto ≡ (o raramente una tripletta di due punti :::) rappresenta un legame covalente triplo. Un esempio è l'etino (o "Acetilene"):
CH≡CH
Gruppi funzionali multipli uguali possono essere raggruppati nel modo seguente: 
(CH3)3CH
Le formule di struttura brevi fin qui descritte possono essere insufficienti nel caso di composti che presentano isomeria geometrica. Un esempio è l'alchene 2-butene:
CH3CH=CHCH3
Dal momento che la rotazione attorno a un doppio legame è impedita, i due gruppi metile (CH3) possono trovarsi sul medesimo lato del doppio legame oppure ognuno su un lato diverso. Questo fa sì che esistono due diverse molecole di 2-butene, aventi caratteristiche chimiche e fisiche diverse.
La distinzione dei due composti a livello di nomenclatura viene fatta utilizzando i prefissi cis- (o Z-) per quei composti che hanno i gruppi più voluminosi sullo stesso lato del doppio legame e trans- (o E-) per i composti che hanno i gruppi più voluminosi su lati opposti. A livello di formula, l'ambiguità viene risolta disegnando in maniera lievemente più esplicita la geometria della molecola (struttura di Lewis).

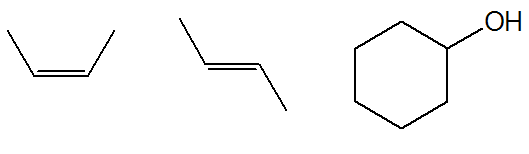
Esempi di formule di struttura semplificate.
Cis-2-butene, trans-2-butene, cicloesanolo

Infine, in special modo per la rappresentazione della struttura di molecole relativamente complesse, una formula può essere ulteriormente semplificata sostituendo una catena di atomi con una linea spezzata in cui ogni vertice rappresenta un atomo di carbonio (un poligono nel caso di composti ciclici) e omettendo gli atomi di idrogeno legati agli atomi di carbonio.

### Formula condensata
La formula condensata rappresenta un modo alternativo di indicare la struttura delle molecole e possiede una sua utilità pratica nel caso di composti semplici non ciclici. Il suo scopo non è tanto quello di evidenziare la disposizione spaziale degli atomi, ma piuttosto è quello di mostrare come si succedono i legami tra i gruppi che costituiscono una molecola mediante una rappresentazione grafica contratta e compatta. Dalla formula condensata è possibile individuare facilmente i gruppi funzionali di una molecola.
Ad esempio la formula condensata dell'acido valerico mostra un metile (CH3-) legato a una catena idrocarburica con 3 atomi di carbonio (-(CH2)3-) e un gruppo carbossilico terminale (-COOH):
CH3(CH2)3COOH

## Unità di formula
L'unità di formula di un composto ionico ne indica gli elementi e il numero effettivo di atomi di ciascun elemento.

Alcuni esempi:
- NaCl (sale)
- Na2S (sale)
- Na2O2